# John Sewell (calciatore)
John David Sewell (Londra, 7 luglio 1936 – 21 novembre 2021) è stato un calciatore e allenatore di calcio inglese.

## Carriera

### Calciatore
Dopo aver iniziato la carriera agonistica nel Bexleyheath & Welling, nel 1955 viene ingaggiato dal Charlton Athletic ove militò sino al 1963. Con il Charlton Athletic Sewell giocò due stagioni in First Division, ottenendo il quattordicesimo posto nella stagione 1955-1956 ed il ventiduesimo ed ultimo posto in quella seguente, causando la retrocessione del club in cadetteria.
Nel 1963 viene ingaggiato dal Crystal Palace, ove militò sino al 1971. Con i Glaziers giocò in massima serie nelle stagioni 1969-1970 e 1970-1971, ottenendo due salvezze consecutive.
Dopo una stagione al Leyton Orient, nella stagione 1972 Sewell venne ingaggiato dagli statunitensi del St. Louis Stars, militanti nella NASL.
Durante la sua militanza da calciatore con gli Stars, Sewell ottenne come miglior piazzamento il raggiungimento della finale del torneo, giocata da titolare, nella stagione 1972, persa contro i N.Y. Cosmos.

### Allenatore
Dalla stagione 1974 diviene anche l'allenatore degli Stars, che a partire dalla stagione 1978 si trasferirono ad Anaheim, California, assumendo il nome di California Surf.
Nella sua ultima stagione da calciatore e seconda da allenatore Sewell raggiunge le semifinali della North American Soccer League 1975 ed ottiene il titolo individuale di miglior allenatore del campionato.

## Palmarès

### Allenatore

#### Individuale
- NASL Coach of the Year: 1

1974